# Tamanka siitensis
Tamanka siitensis és una espècie de peix de la família dels gòbids i de l'ordre dels perciformes.

## Morfologia
- Els mascles poden assolir 6,5 cm de longitud total.
- Nombre de vèrtebres: 26.[2][3]

## Hàbitat
És un peix d'aigua dolça, de clima tropical i demersal.

## Distribució geogràfica
Es troba a Àsia: Illa de Jolo (Sulu, Filipines).

## Observacions
És inofensiu per als humans.